# Mézières (Friburgo)
Mézières es una comuna suiza del cantón de Friburgo, situada en el distrito de Glâne. Limita al noroeste y norte con la comuna de Romont, al noreste con Villaz-Saint-Pierre y Massonnens, al este y sureste con Vuisternens-devant-Romont, y al suroeste con Siviriez.
La comuna actual es el resultado de la fusión el 1 de enero de 2004 de las antiguas comunas de Mézières y Berlens.

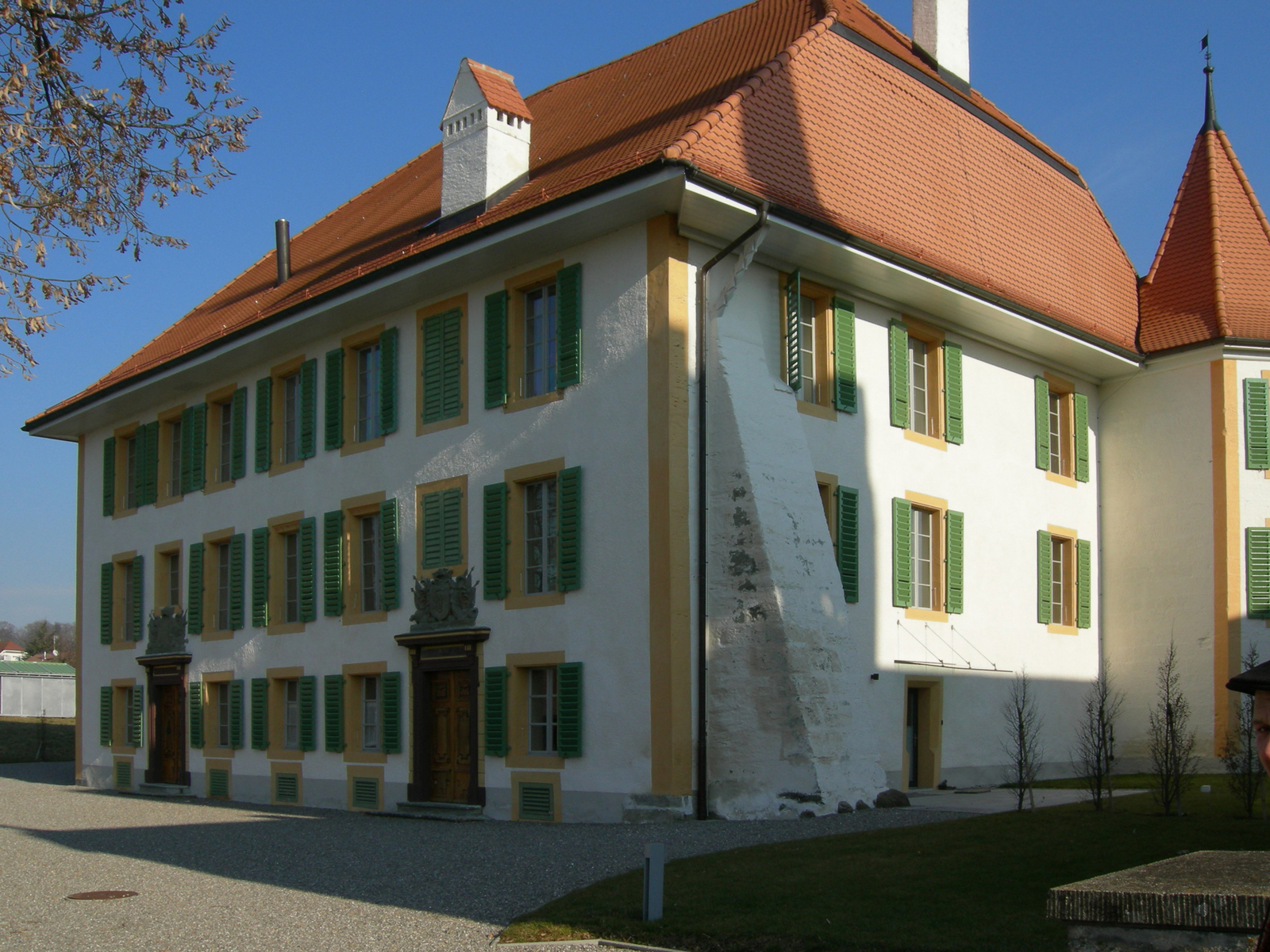
Castillo de Mézières.